# Хильчевский, Валентин Кириллович
Хильчевский Валентин Кириллович  (род. 23 декабря 1953, Хотов) — советский и украинский учёный-гидролог, гидрохимик, доктор географических наук (1996), профессор, почетный работник Гидрометслужбы Украины (2003), заслуженный деятель науки и техники Украины (2009), лауреат Государственной премии Украины в области науки и техники (2017). Специалист по исследованию качества поверхностных вод и управлению водными ресурсами.
Заведующий кафедрой гидрологии и гидроэкологии Киевского национального университета имени Тараса Шевченко (2000—2019 г.). С 2019 г. — профессор этой кафедры.

## Биография
Родился 23 декабря 1953 года в Хотове Киево-Святошинского района Киевской области.
После окончания средней школы в 1971 году поступил на учёбу, а в 1976 году окончил кафедру гидрологии суши географического факультета Киевского государственного университета имени Т. Г. Шевченко по специальности «гидрология», специализация «гидрохимия».
Трудовая деятельность В. К. Хильчевского после окончания университета проходит в одном учреждении — Киевском национальном университете имени Тараса Шевченко на географическом факультете:
- 1-й период (1976—1989 гг.) — научный работник в проблемной научно-исследовательской лаборатории гидрохимии (должности — от инженера до старшего научного сотрудника); в полевой сезон — начальник экспедиций; руководитель НИР на университетском Богуславском стационаре.

Кандидатскую диссертацию «Изменение химического состава речных вод бассейна Верхнего Днепра под воздействием антропогенного фактора» (Днепр до Киевa — включительно с территорией России, Беларуси и Украины) по специальности «гидрохимия» (на географические науки) защитил в 1984 г. в Гидрохимическом институте Госкомгидромета СССР в Ростове-на-Дону (Россия).
В 1985 г. — учёба на Международных высших гидрологических курсах ЮНЕСКО. В 1988—1989 гг. проходил научную стажировку в Бухарестском университете (Румыния).
- 2-й период (с 1989 г.) — преподавательская деятельность на кафедре гидрологии и гидроэкологии географического факультета КНУ имени Тараса Шевченко (1989—1997 гг. — доцент, 1997—2000 гг. — профессор; с 2000 г. — заведующий кафедрой.

Докторскую диссертацию «Оценка влияния агрохимических средств на сток химических веществ и качество поверхностных вод (на примере бассейна Днепра)» по специальности 11.00.07 «гидрология суши, водные ресурсы, гидрохимия» защитил в 1996 г. в КНУ имени Тараса Шевченко.
Начиная с 2000 р. — главный редактор периодического научного сборника «Гидрология, гидрохимия и гидроэкология», основанного по его инициативе.
На протяжении 2003—2018 гг. — председатель специализированного ученого совета по защите докторских и кандидатских диссертаций по гидрологии и метеорологии в КНУ имени Тараса Шевченко.
Его учениками защищено 4 докторские и 10 кандидатских диссертаций.

## Научная деятельность
- Профессор В. К. Хильчевский — руководитель научной гидрохимической школы Киевского национального университета имени Тараса Шевченко, основанной профессором В. И. Пелешенко.
- Исследовал формирование химического состава поверхностно-склонового стока и др. видов стока на экспериментальных водосборах водно-балансовых станций с различным агрофоном и в различных природных зонах Украины. Основал новое научное направление — агрогидрохимия (1989—1996 рр.)[1]
- Выполнил совместно с Л. Н. Горевым и В. И. Пелешенко фундаментальне обобщение «Гидрохимия Украины» (1995 г.).
- Разработал современную классификацию природных вод по минерализации (2003 г.).
- Розвил основы гидрохимии региональных бассейновых систем, в том числе трансграничных, что изложено в серии монографий по рекам: Днепр (1996, 2007); Днестр (2002 2013); Западный Буг (2006); Рось (2009); Южный Буг (2009); Горынь (2011); Ингулец (2012); Сула, Псёл, Ворскла (2014).
- Совместно с В. В. Гребенем и др. разработал методику гидрографического районирования Украины по районам речных бассейнов в соответствии с требованиями Водной рамочной директивы ЕС, утвержденного Верховной Радой Украины и внесенного в Водный кодекс Украины (2016 г.).
- В составе авторского коллектива цикла работ «Оценка, прогнозирование и оптимизация состояния водных экосистем Украины» удостоен Государственной премии Украины в области науки и техники (2017 г.).

## Экспедиции
- Азовское море, Керченский пролив, Чёрное море.
- Валдайские озера (Россия), Шацкие озёра.
- Бассейны рек Западный Буг (Украина, Беларусь), Припять, Днепр (Россия, Беларусь, Украина), Южный Буг.
- Бассейн Дуная: Сулинское и Георгиевское гирла Дуная (Румыния); ущелье Железные Ворота (Румыния, Сербия); реки Южных Карпат и Трансильвании (Румыния).
- Водоемы-охладители — Смоленской АЭС на р. Десна (Россия), Чернобыльской АЭС на р. Припять, Хмельницкой АЭС на р. Горынь и Ровенской АЭС на р. Стыр.

## Публикации
В. К. Хильчевский имеет свыше 600 научных работ, среди которых 65 книг (свыше 20 монографий, свыше 20 учебных пособий, 10 учебников с грифом МОН Украины), карты качества вод в «Гидрохимическом атласе СССР» (1990) и «Национальном атласе Украины» (2007). Около 30 его книг в PDF-формате представленны в научной электронной библиотеке НБУ им. В. И. Вернадского.
Некоторые книги (укр.):
- Гидрохимия Украины (1995).
- Агрогидрохимия (1995).
- Общая гидрохимия (1997).
- Водоснабжение и водоотведение: гидроэкологические аспекты (1999).
- Гидрохимия океанов и морей (2002).
- Общая гидрология (2008).
- Основы гидрохимии (2012).
- Водный фонд Украины. Искусственные водоемы (2014).
- Региональная гидрохимия Украины (2019).
- Очерки истории гидрохимии в Украине (2020).
- Сапропелевые рекреационно-туристические ресурсы озер Волынской области: монография (2021).
- Гидрохимический словарь (2022).
- Гидрологический словарь (2022).
- Водные объекты Украины и рекреационное оценивание качества воды: учеб. пособие (2022).
- Khilchevskyi V., Karamushka V. (2022) Global Water Resources: Distribution and Demand. In: Leal Filho W., Azul A.M., Brandli L., Lange Salvia A., Wall T. (eds) Clean Water and Sanitation. Encyclopedia of the UN Sustainable Development Goals. Springer. https://doi.org/10.1007/978-3-319-95846-0_101 (монография).
- Гидрография и водные ресурсы Европы: учеб. пособие (2023).
- Гидроэкологические аспекты водоснабжения и водоотведения: учеб. пособие (2023).
- Управление речными бассейнами: учеб. пособие (2024).
- Управление трансграничными водными ресурсами: учеб. пособие (2024).
- Гидрохимия: учебно-метод. комплекс (2025).
- Гидрология и гидрохимия: учеб. пособие (2025).

Детальный перечень научных трудов ученого (на 01.01.2019 г.) приведен в работе.

## Награды и отличия
- Медаль «В память 1500-летия Киева» (1982).
- Нагрудный знак «Почетный работник гидрометслужбы Украины» (2003).
- Нагрудный знак МОН Украины «Отличник образования Украины» (2004).
- Почетное звание «Заслуженный деятель науки и техники Украины» (2009).
- Нагрудный знак «За добросовестный труд в отрасли водного хозяйства Украины» (2013).
- Нагрудный знак МОН Украины «За научные и образовательные достижения» (2017).
- Государственная премия Украины в области науки и техники (2017).
- Нагрудный знак Ученого совета Киевского национального университета имени Тараса Шевченко (2019).

## Галерея

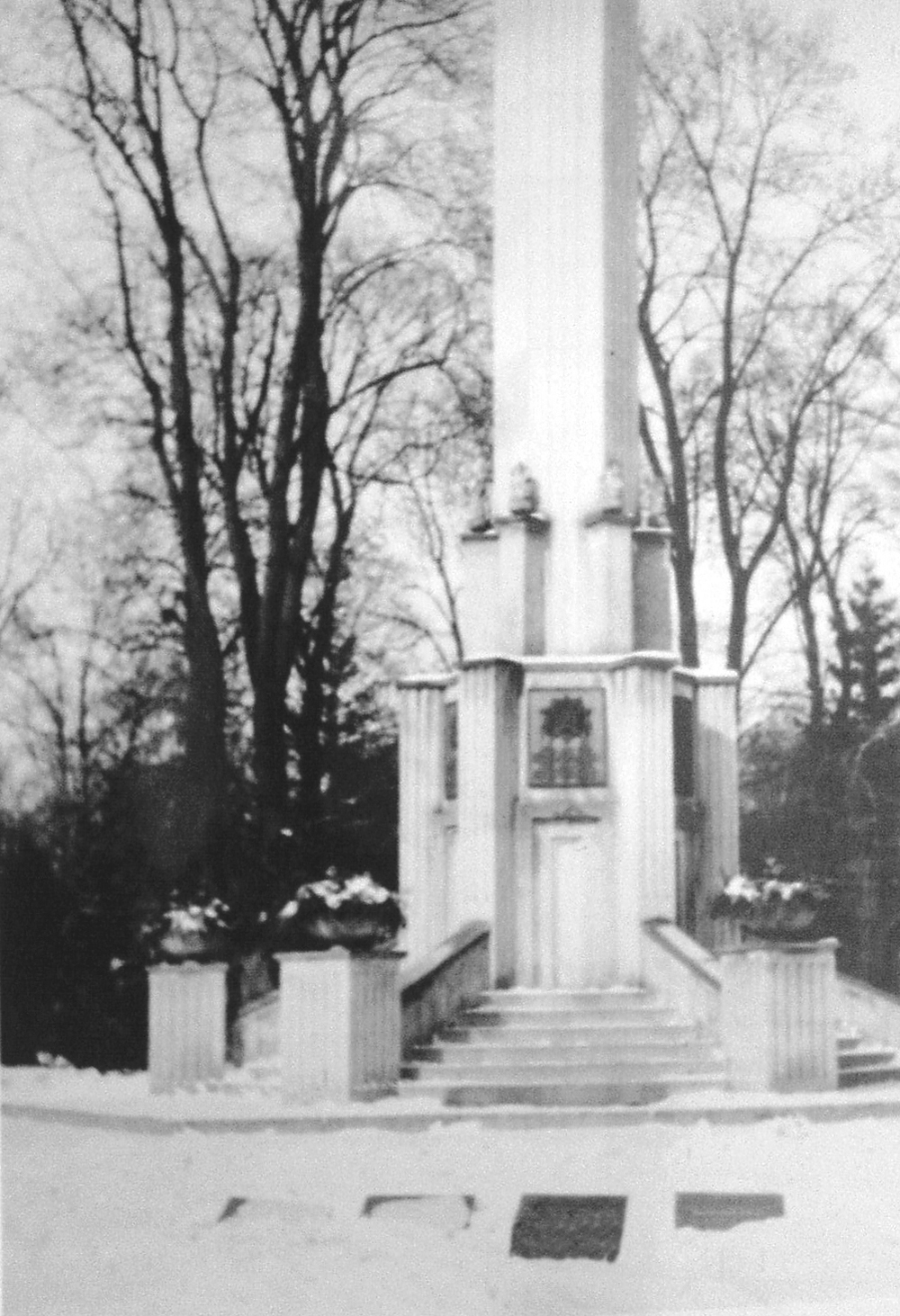
Памятник красноармейцам, погибшим за освобождение г. Оломоуц от немцецких захватчиков, 1945 г.
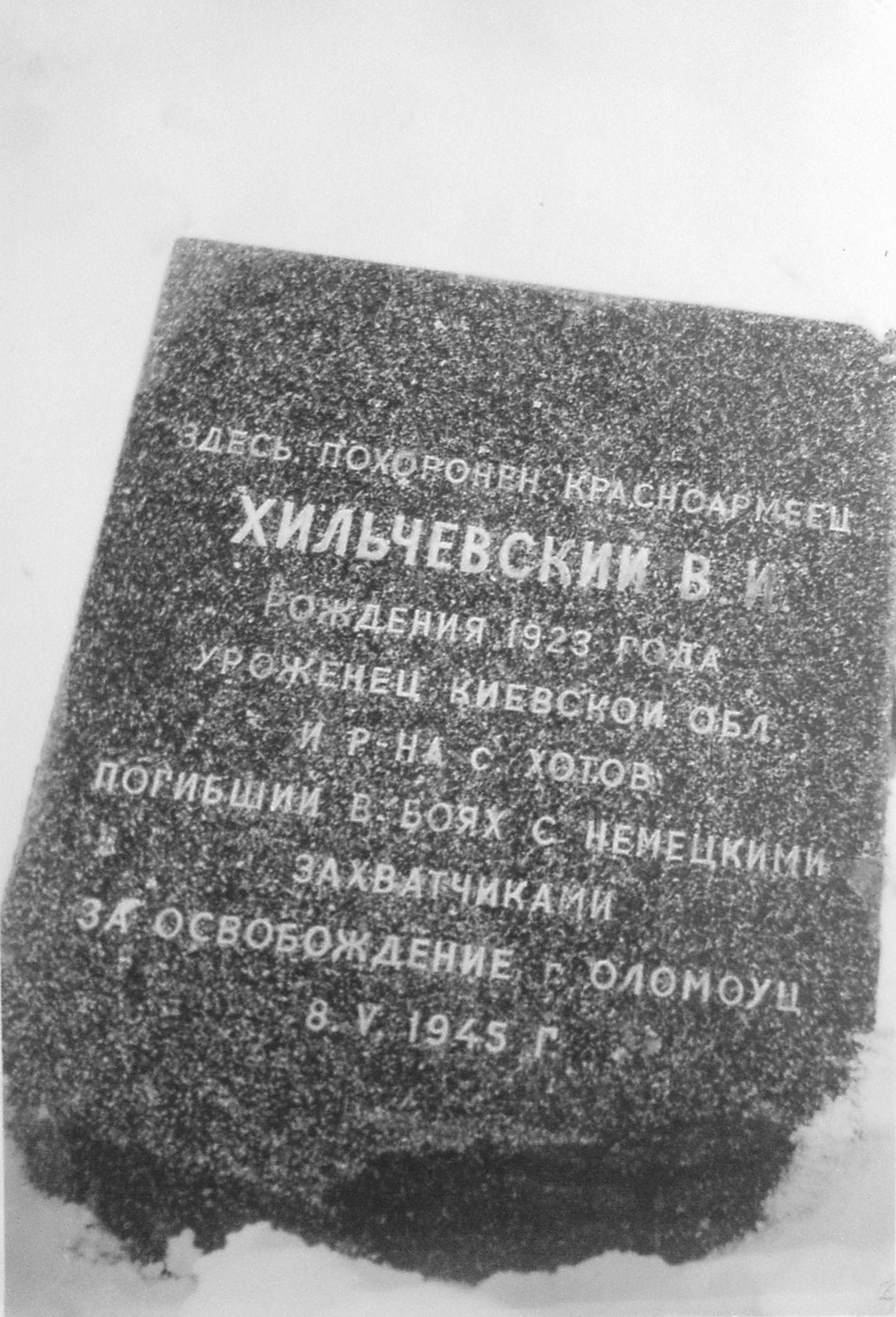
У памятника - могила Хильчевского В.И. (дяди ученого), погиб 8 мая 1945 г. - г. Оломоуц, Чехия
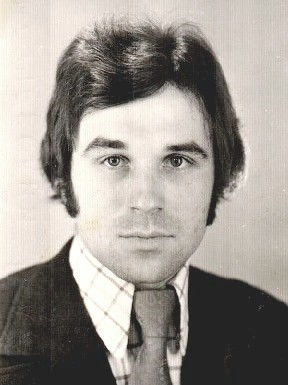
В.К. Хильчевский - выпускник КНУ имени Тараса Шевченко, 1976 г.
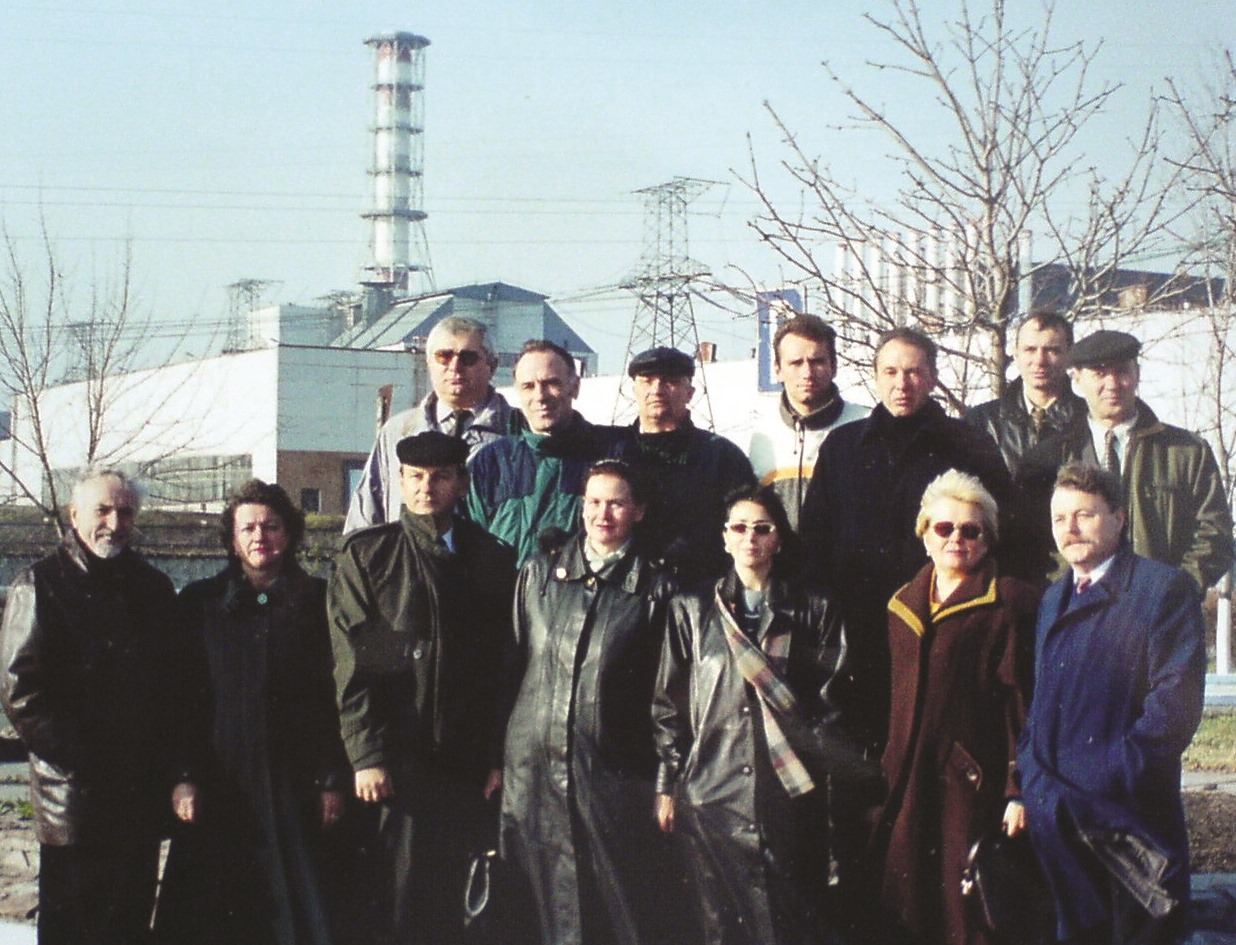
В группе ученых на Чернобыльской АЭС, 2000 г.
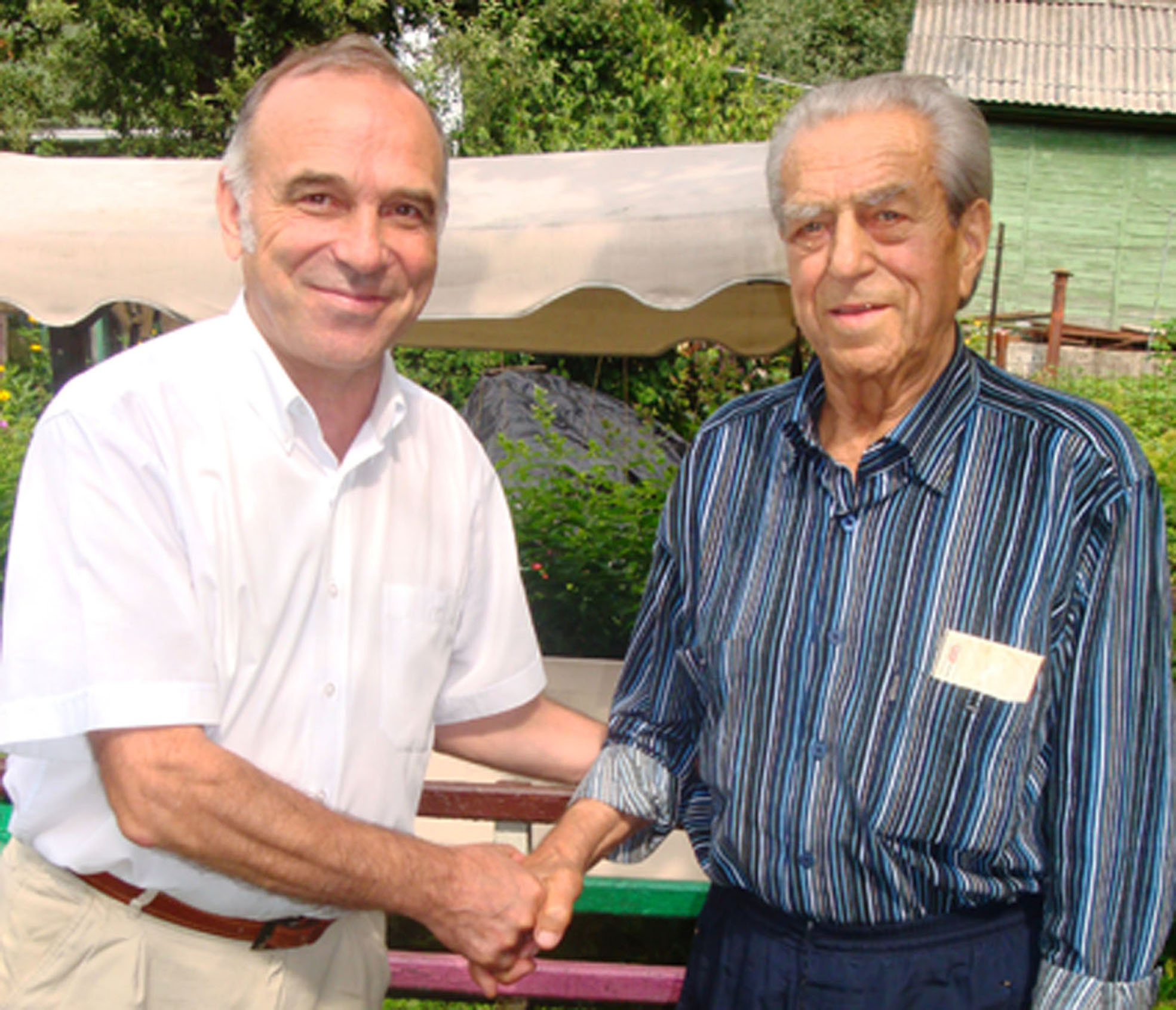
В.К. Хильчевский с учителем - на 85-летие В.И. Пелешенко (справа), 2012 г.